# (1302) Werra
(1302) Werra est un astéroïde de la ceinture principale découvert le 28 septembre 1924 par l'astronome allemand Karl Wilhelm Reinmuth. Le lieu de découverte est Heidelberg (024). Sa désignation provisoire était 1924 SV.
Il a été nommé d'après la rivière Werra.